# میک هاروی
میک هاروِی (انگلیسی: Michael John "Mick" Harvey؛ زادهٔ ۲۹ اوت ۱۹۵۸) موسیقی‌دان، خواننده، ترانه‌سرا و تهیه‌کنندهٔ موسیقی اهل استرالیا است. او از سال ۱۹۷۳ میلادی تاکنون مشغول فعالیت بوده و بیشتر با همکاری‌هایش با نیک کیو در گروه‌های د بویز نکست دور، د برث‌دی پارتی و نیک کیو اند د بد سیدز شناخته می‌شود.
از فیلم‌هایی که تهیهٔ موسیقی‌شان را بر عهده داشته می‌توان به از شر شیطان نجاتمان ده اشاره نمود.